# Bayano (rebelde)
Bayano  fue un hombre africano esclavizado por los portugueses que condujo la mayor de las rebeliones del siglo XVI en Panamá conocidas como guerras de Bayano.

## Biografía
Se desconoce con exactitud el origen de Bayano, pero se ha propuesto que pudo haber sido capturado de la tribu de los Mandinga en la actual Sierra Leona, en el oeste de África. Otra hipótesis apunta a un origen yoruba, grupo al que pertenecían la mayoría de esclavos que llegaron a América, debido a que la palabra bayanni en la lengua yoruba se utiliza para designar a un ídolo u objeto venerado para los fieles del dios trueno. Diversas historias afirman que su rebelión de 1552 comienza desde el mismo barco negrero en camino, o después de su arribo a la actual provincia de Darién, Panamá en la frontera con Colombia. Los esclavos rebeldes, conocidos como cimarrones, crearon regiones autónomas conocidas como palenques. 
Las fuerzas de Bayano sumaron entre 400 y 1200 cimarrones, dependiendo de las diversas fuentes, e instalaron un palenque conocido como Ronconcholon cerca del actual río Chepo, posteriormente conocido como río Bayano. Lucharon su guerra de guerrilla por más de cinco años mientras construían su comunidad. Los españoles con el Capitán Carreño a la cabeza, logrando destruir el palenque de bayano llamado Rolcolcholon, y después de un ataque por sorpresa lograron capturar al mismo Bayano, que fue conducido por el Capitán Carreño ante el gobernador SOSA que estaba por ese entonces en Nombre de Dios. El Gobernador conciliatorio, perdono a Bayano sus crímenes y robos y firmó con él un convenio de paz, dejándole en libertad. Solo sirvió para que continuara sus campañas de robos asaltos con más saña que antes.
Finalmente Pedro de Ursúa apreso a Bayano y 300 de sus hombres sin perder un solo soldado. Bayano fue enviado por el presidente de Panamá al virrey del Perú, Andrés Hurtado de Mendoza, que le recibió con curiosidad por ver quién y cómo era el hombre que se había mantenido por tanto tiempo en oposición a las autoridades, y tratóle muy cortésmente, enviándole a España donde permaneció hasta el fin de sus días en la ciudad de Sevilla, mantenido a costa de la Real Hacienda vitaliciamente.